# Johannes Aurifaber (Vimariensis)

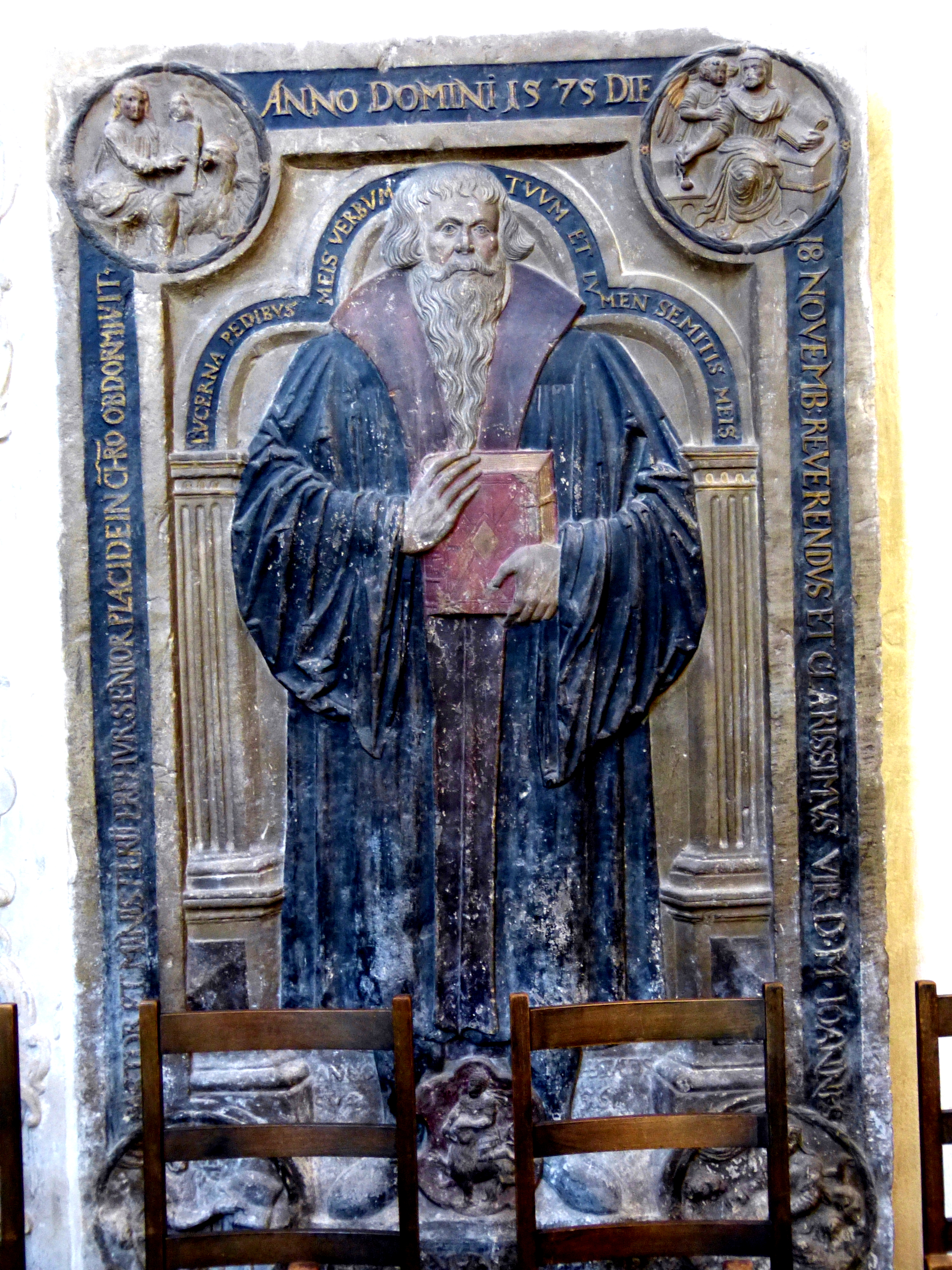
Grabmal von Dr. Johannes Aurifaber in der Predigerkirche (Erfurt)

Johannes Aurifaber, latinisiert aus Johann Goldschmied (* um 1519 in Weimar; † 18. November 1575 in Erfurt), war ein lutherischer Theologe des 16. Jahrhunderts und Reformator. Er wurde zur Unterscheidung vom gleichnamigen Breslauer Zeitgenossen auch Johannes Aurifaber Vimariensis (Johann Goldschmied aus Weimar) genannt.

## Leben

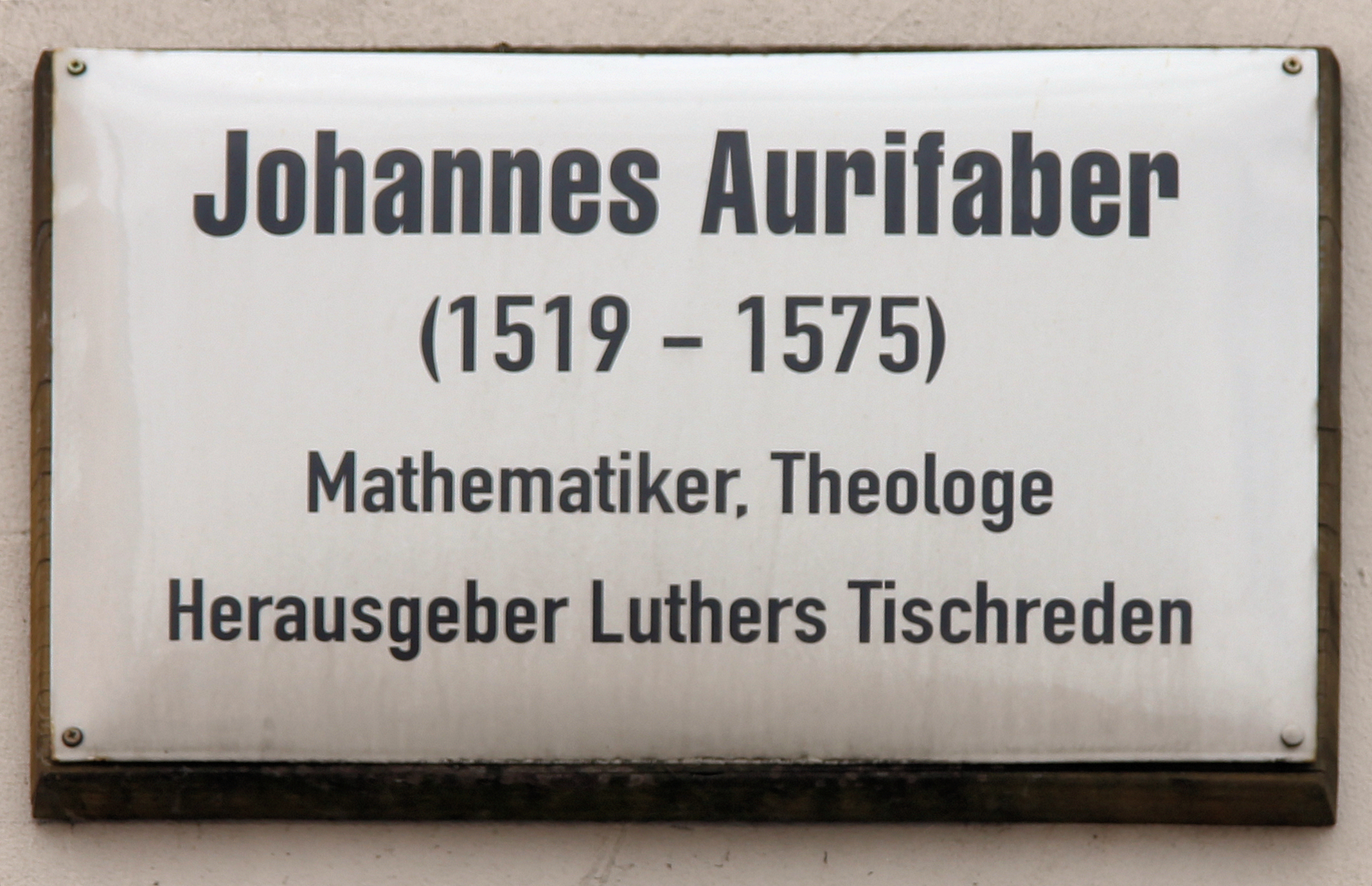
Gedenktafel am Haus Markt 6 in der Lutherstadt Wittenberg

Über das Umfeld, aus dem Johann(es) Goldschmied (auch mit Goldschmiedt, Goldschmid und Goldschmidt wiedergegeben) stammt, ist nichts bekannt. 1537 begann er sein Studium an der Artistischen Fakultät der Universität Wittenberg, das Graf Albrecht von Mansfeld förderte. 1539 wurde er Bakkalaureus, danach erwarb er den Grad des Magister artium. Von 1540 bis 1543 unterrichtete er in Wittenberg zwei junge Mansfelder Grafen. 1544/45 begleitete er den Grafen Vollrad von Mansfeld als Feldprediger in dem Kriegszug, den Kaiser Karl V. gegen Franz I. führte, nach Frankreich. 1545 kehrte er nach Wittenberg zurück, begann Theologie zu studieren, zog in Luthers Haus und wurde Martin Luthers letzter Famulus. Aurifaber begleitete Luther auf seinen Reisen nach Mansfeld (22. Dezember 1545 – 7. Januar 1546) und Eisleben (23. Januar – 18. Februar 1546). Im Schmalkaldischen Krieg war er Feldprediger Johann Friedrichs von Sachsen. 1547 wurde er in Weimar beim Hofprediger Johann Stoltz, der früher an Luthers Tisch nachgeschrieben hat, angestellt, 1550 als zweiter Hofprediger eingesetzt und nach dem Tod des alten Hofpredigers Stoltz übernahm er am 15. Juli 1556 das Hofpredigeramt. Am 1. Mai 1552 erhielt er 40 Gulden zum Hauskauf und erwarb 1559 ein kleines Landgut.
Bei dem gefangenen Johann Friedrich war Aurifaber vom Mai 1552 bis zur Freilassung am 1. September 1552. Er unterstützte die Gnesiolutheraner und sorgte seit 1556 für ihre Berufung an die Universität Jena. 1548 unterschrieb er das Gutachten gegen das Augsburger Interim, 1552 wirkte er an der Stellungnahme zum osiandrischen Streit mit. Im Januar 1556 forderte er von den Adiaphoristen mit den Widerruf, im August war er bei dem Verhör des Justus Menius dabei, das er mit Nikolaus von Amsdorf verfolgte.
Aurifaber setzte sich für die Abfassung eines ernestinischen Bekenntnisses, des Weimarer Konfutationsbuches, ein, dem er mit Matthias Flacius die polemische Form gab, ehe es 1559 erschien. Als der Weimarer Hof sich 1561 von den Gnesiolutheranern trennte, erhielt Aurifaber am 22. Oktober 1561 seinen Abschied. Er zog sich nach Eisleben zurück, wo er sich seiner Herausgebertätigkeit widmen konnte.
Von dort floh Aurifaber 1565 vor der Pest nach Erfurt, wo er 1566 Pfarrer an der Predigerkirche wurde. 1569 wurde der Erfurter Pfarrer Johannes Gallus zum Rektor der Universität Erfurt gewählt. Der Senior des Erfurter Ministeriums Andreas Poach riet, die Wahl abzulehnen, wenn nicht die römisch-katholischen Feierlichkeiten bei der Rektoratsübergabe wegfielen. Aurifaber trat auf die Seite von Gallus. Der Streit wurde auf den Kanzeln ausgetragen, bis der Rat der Stadt Erfurt in der Karwoche 1572 Poach entließ und Aurifaber zum Senior machte. Nachdem am 15. Juli 1572 noch vier Anhänger Poachs entlassen worden waren, konnte er wenige Jahre in Ruhe wirken, bis er am 18. November 1575 verstarb. Der Grabstein in der Erfurter Predigerkirche zeigt sein Porträt.

## Werk
Er wurde von der Leidenschaft bestimmt, Unveröffentlichtes von Luther und Quellen, die dem Verständnis der lutherischen Reformation dienen konnten, zu sammeln und bekannt zu machen, um Luthers Weiterwirken zu fördern. Den Grundstock zu seiner Sammlung legte er seit 1540, indem er Autographen kopierte, Luthers Predigten und Genesis-Vorlesung mitschrieb. Nach Luthers Tod begann er, durch Reisen mehr zusammenzutragen. Als erste Frucht dieser Tätigkeit veröffentlichte er 1546 Luthers vier letzte Predigten. 1547 folgten eine Trostschriften- und eine Trostsprüchesammlung, 1550 eine verdeutschte Auslegung von Psalm 129.

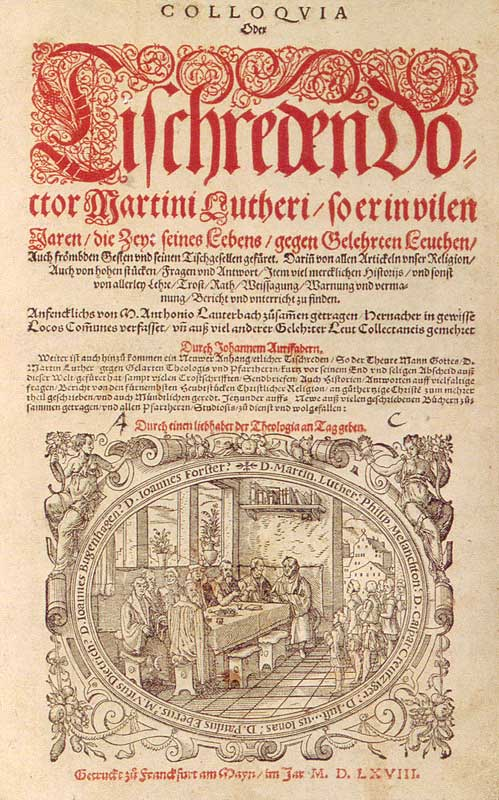
Titelholzschnitt der Tischreden Martin Luthers

Am 10. Juni 1553 wurde Georg Rörer von Johann Friedrich nach Jena gerufen, um eine Lutherausgabe zu betreuen. Aurifaber wurde ihm zur Seite gestellt. Durch seine Sammeltätigkeit gut vorbereitet, übernahm er das Zusammenstellen und Beschaffen der Vorlagen. Am 31. August 1553 schlug er vor, vor allem Ungedrucktes aus Rörers Nachschrift zu bringen. Doch Johann Friedrich wollte nur von Luther Veröffentlichtes aufnehmen. Nachdem jener verstorben war, erneuerte Aurifaber seinen Plan und fand Zustimmung. Eine Sonderausgabe lateinischer Briefe wurde geplant, Unveröffentlichtes in die deutschen Bände der Jenaer Lutherausgabe aufgenommen. Seit Sommer 1555 beschaffte Aurifaber mit diplomatischer Hilfe der ernestinischen Herzöge verstärkt Abschriften. Er unternahm Reisen nach Nord- und Süddeutschland, schickte Boten aus, die Handschriften herbeiholten, oder Schreiber, die Abschriften anfertigten. Das Material erhielt Rörer, der so seine Sammlung vergrößern konnte, aber auch Aurifaber. Im Sommer 1556 erwarben die Herzöge auf Aurifabers Drängen Rörers Sammlung. Am 30. März 1556 erbat Aurifaber Einsichtnahme in die Akten zum Augsburger Reichstag von 1530 und Material von dem Landgrafen von Hessen zum Marburger Religionsgespräch.
1556 wurde in Leipzig der erste Band lateinischer Lutherbriefe von 1507 bis 1522 angeboten, den Aurifaber bearbeitet hatte. Der Druck des zweiten Bandes kam 1558 nicht zustande. Die Jenaer Lutherausgabe erschien von 1553 bis 1558 in zwölf Bänden und wurde von Aurifaber ohne den verstorbenen Georg Rörer zu Ende gebracht.
In Eisleben konnte Aurifaber seine langgehegten Pläne teilweise verwirklichen. 1564 und 1565 erschienen zwei Bände mit deutschen Büchern, Schriften und Predigten Luthers aus den Jahren 1516 bis 1538 als Ergänzung zur Wittenberger und zur Jenaer Lutherausgabe, ebenfalls 1565 der zweite Band mit lateinischen Lutherbriefen bis 1528. 1566 erschien seine erfolgreichste Veröffentlichung, die Tischreden oder Colloquia Doct. Mart. Luthers. Sie erlebte mehr als 20 Auflagen, die bisher letzte erschien 1983. Die in lateinischer Sprache notierten Textpassagen übersetzte Aurifaber ins Deutsche. Wofür er keine Druckmöglichkeit sah, das verbreitete er handschriftlich.

## Nachwirkung
Aurifaber hat bis in das 19. Jahrhundert die Ausgaben der Briefe, Predigten und Tischreden Luthers bestimmt. Kritische Ausgaben der Briefe begannen 1825, die der Predigten und Tischreden 1883 mit der Weimarer Lutherausgabe. Aurifaber wollte die unvollständigen Nachschriften durch Ergänzen verständlich machen. Dieses Verfahren stieß schon bei seinen Zeitgenossen auf Widerstand.
Ab dem 19. Jahrhundert wurde ihm von der historisch-kritischen Methode her leichtfertiger Umgang mit seinen Vorlagen nachgesagt. Er wurde verdächtigt, keine Akten eingesehen, Rörers Nachschriften unterdrückt, aus Predigten, Vorlesungen und Briefen Tischreden herausgesponnen und sich zu Unrecht eigener Nachschriften gerühmt zu haben. Diesen Urteilen fehlt aber der Nachweis, dass dieselben Vorlagen zum Vergleich herangezogen worden sind, die Aurifaber benutzte. Bei den Buch- und Bibeleinzeichnungen sowie bei den Trostschriften ergab sich, dass er den besseren Text hatte.
Die Entdeckung seiner Sammelhandschriften brachte ihn in den Ruf, „ein betriebsamer literarischer Geschäftsmann“ gewesen zu sein, der flüchtig zusammenschrieb, um zu verdienen. Aber die Quellenlage lässt kaum ein Urteil zu, ob er jeweils als Sammler angegangen wurde oder seine Sammlung ausbot. Das Urteil über die Zahlungen muss die Praxis des 16. Jahrhunderts beachten. Für die Überlieferung der Äußerungen Luthers hat er viel getan. Er hat nichts unterdrückt, um Luther zu idealisieren. Manche Stücke sind nur durch ihn zu uns gelangt. Seine Abhängigkeit von Abschriften, seine Bearbeitungstechnik und seine Konjekturfreudigkeit, erfordert eine kritische Betrachtung. Am Witteberger Rathaus befindet sich eine Tafel, die an ihn erinnert.